# Markarian 509
Markarian 509 (również PGC 65282) – galaktyka spiralna znajdująca się w gwiazdozbiorze Wodnika w odległości około 500 milionów lat świetlnych. Jest to galaktyka Seyferta typu 1.
W centrum galaktyki Markarian 509 znajduje się supermasywna czarna dziura o masie 300 milionów razy większej od masy Słońca. Jest ona widoczna poprzez pochłanianą świecącą materię. Jasność centrum galaktyki ulega zmianom co oznacza, że przepływ materii do czarnej dziury odbywa się w sposób turbulentny. Wnikliwe badania prowadzone w 2011 roku przez zespół pracujący pod kierownictwem Jelle Kaastry z Holenderskiego Instytutu Badań Kosmicznych SRON pozwoliły zaobserwować ogromne „pociski” gazu odpychane z prędkością milionów kilometrów na godzinę od znajdującej się w jądrze galaktyki czarnej dziury oraz koronę bardzo gorącego gazu otaczającą dysk akrecyjny, czyli wirującą materię opadającą w kierunku czarnej dziury.